# Sancti Spíritus

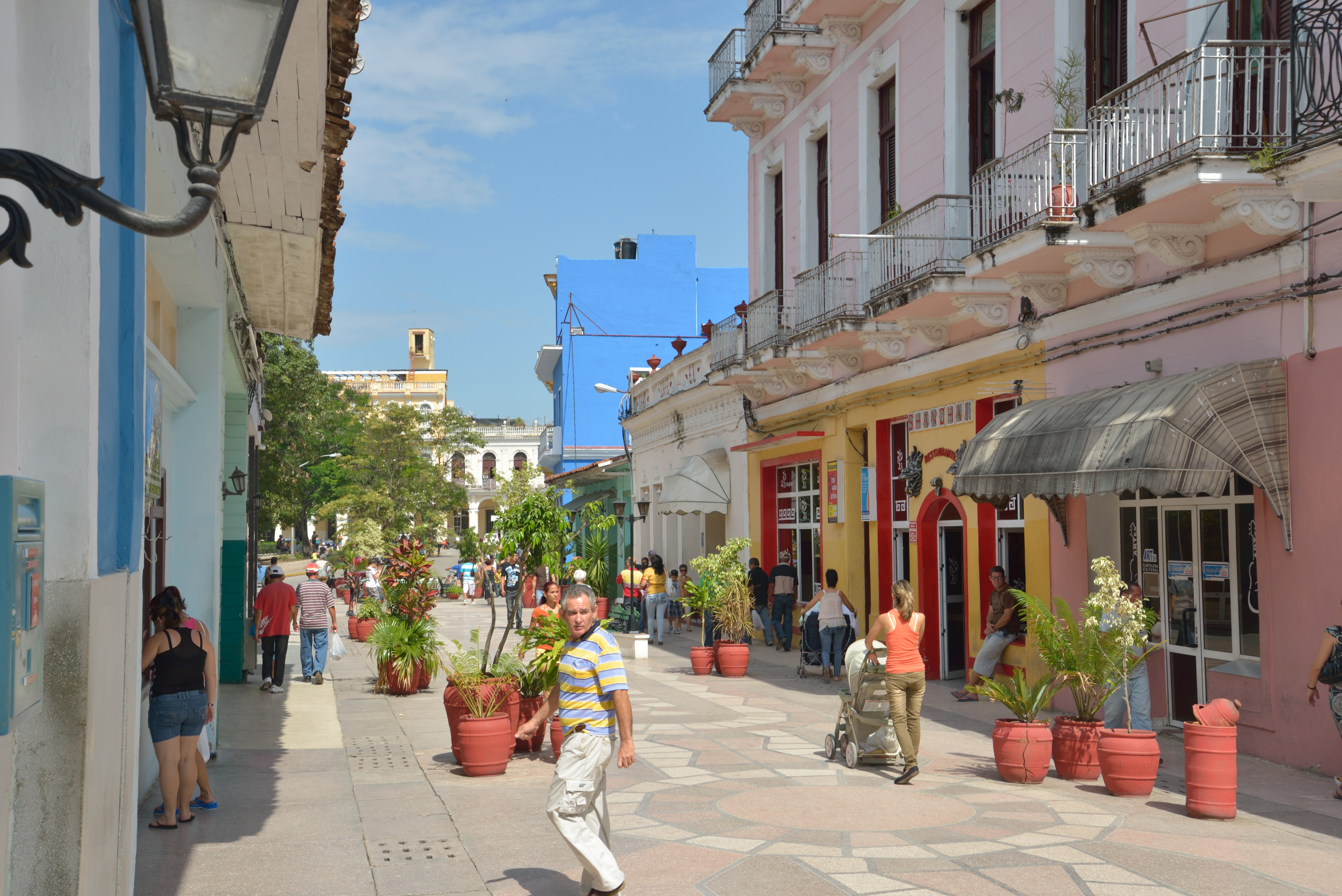
Uma rua de Sancti Spíritus.

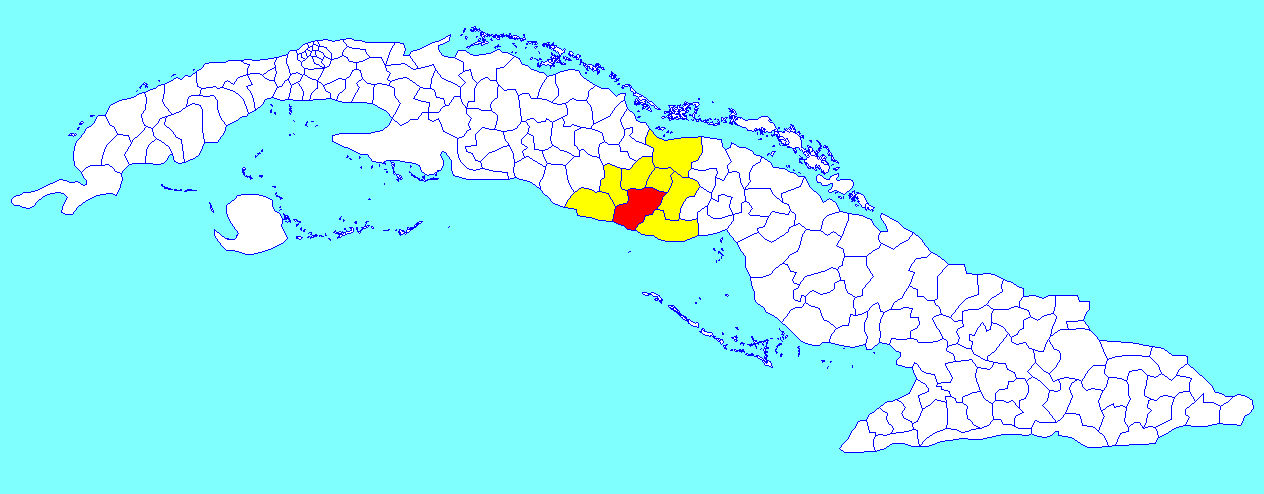
Sancti Spíritus, no mapa de Cuba, em vermelho.

Sancti Spíritus é uma cidade de Cuba, é a capital da província de Sancti Spíritus. Possui aproximadamente 133 843 habitantes.